# 母をたずねて三千里 音楽集
『母をたずねて三千里 音楽集』は、テレビアニメ『母をたずねて三千里』のサウンドトラックCD。2005年1月26日にコロムビアミュージックエンタテインメントから発売された。

## 概要
テレビアニメ『母をたずねて三千里』のBGMや登場人物が歌う劇中歌に加え、番組放送時に発売された主題歌・挿入歌などのレコード・ヴァージョンも収録されている。
CDジャケットには、マルコ・ロッシ、フィオリーナ・ペッピーノ、アメデオが描かれている。

## 収録曲
※以下、特に断りがない限り、作曲・編曲とも坂田晃一。
Disc 1
1. 草原のマルコ（オープニングテーマ）
作詞：深沢一夫 / 歌：大杉久美子
2. ピクニックのうた（挿入歌）
作詞：深沢一夫 / 編曲：青木望 / 歌：大杉久美子、こおろぎ'73
3. 陽気なマルコ（挿入歌）
作詞：深沢一夫 / 編曲：青木望 / 歌：曽我部和行、大杉久美子
4. ペッピーノ一座のうた（挿入歌）
作詞：深沢一夫 / 編曲：青木望 / 歌：永井一郎、大杉久美子
5. かあさんの子守唄（挿入歌）
作詞：深沢一夫 / 編曲：青木望 / 歌：大杉久美子
6. かあさんおはよう（エンディングテーマ）
作詞：高畑勲 / 編曲：小六禮次郎 / 歌：大杉久美子
7. 草原のマルコ（オープニングテーマ TV size）
8. 港町の少年マルコ
9. いかないでおかあさん
10. ピエトロの想い
11. トニオにいさんとギター
12. ジェノバの情景
13. なかよしエミリオ
14. 屋根の上の小さな海
15. ゆかいなペッピーノ一座
16. おかあさんの手紙
17. かあさんの子守唄（Instrumental）
18. フィオリーナの初舞台
19. ひこう船のとぶ日
20. マルコの旅立ち
21. すすめフォルゴーレ号
22. マルセイユの灯
23. 予告編

Disc 2
1. 赤道まつり
2. かがやく南十字星
3. ラプラタ川は銀の川
作詞：深沢一夫 / 歌：アンナ・ロッシ（二階堂有希子）
4. 再会の町・ブエノスアイレス
5. 草原へ
6. ブリッジコレクション
7. フィオリーナの涙
8. バルボーサ大牧場
9. パンパの旅
10. かあさんはどこに
11. さようならバイアブランカ
12. はてしない旅へ
13. ばら色のよあけロサリオ
14. イタリアの星
15. 新しい友だちパブロ
16. はるかな北へ~牛車の旅
17. 走れ!マルコ
18. とうとうかあさんに
19. なつかしいジェノバへ
20. かあさんおはよう（エンディングテーマ TV size）
21. ケーナを吹く少年